# UFC 135
UFC 135: Jones vs. Rampage（ユーエフシー・ワンサーティファイブ：ジョーンズ・バーサス・ランペイジ）は、アメリカ合衆国の総合格闘技団体「UFC」の大会の一つ。2011年9月24日、コロラド州デンバーのペプシ・センターで開催された。

## 大会概要
本大会ではジョン・ジョーンズとクイントン・"ランペイジ"・ジャクソンによるUFC世界ライトヘビー級タイトルマッチが組まれた。
TPFフェザー級王者エディ・ヤギンがUFCデビュー。

## 試合結果

### プレリミナリーカード
第1試合 フェザー級ワンマッチ 5分3R
○  ジュニオール・アスンソン vs.  エディ・ヤギン ×
3R終了 判定3-0（30-26、30-26、30-27）
第2試合 ライトヘビー級ワンマッチ 5分3R
○  ジェームス・テフナ vs.  リカルド・ロメロ ×
1R 0:47 KO（パウンド）
第3試合 バンタム級ワンマッチ 5分3R
○  水垣偉弥 vs.  コール・エスコベド ×
2R 4:30 TKO（パウンド）

### Spike中継カード
第4試合 ミドル級ワンマッチ 5分3R
○  ティム・ボッシュ vs.  ニック・リング ×
3R終了 判定3-0（29-28、29-28、30-27）
第5試合 ライト級ワンマッチ 5分3R
○  トニー・ファーガソン vs.  アーロン・ライリー ×
1R終了時 TKO（顎の負傷）

### メインカード
第6試合 ライト級ワンマッチ 5分3R
○  ネイト・ディアス vs.  五味隆典 ×
1R 4:27 腕ひしぎ十字固め
第7試合 ヘビー級ワンマッチ 5分3R
○  トラヴィス・ブラウン vs.  ロブ・ブロートン ×
3R終了 判定3-0（30-27、30-27、30-27）
第8試合 ヘビー級ワンマッチ 5分3R
○  マーク・ハント vs.  ベン・ロズウェル ×
3R終了 判定3-0（29-28、29-27、30-27）
第9試合 ウェルター級ワンマッチ 5分3R
○  ジョシュ・コスチェック vs.  マット・ヒューズ ×
1R 4:59 KO（パウンド）
第10試合 UFC世界ライトヘビー級タイトルマッチ 5分5R
○  ジョン・ジョーンズ vs.  クイントン・"ランペイジ"・ジャクソン ×
4R 1:14 リアネイキドチョーク
※ジョーンズが初防衛に成功。

### 各賞
ファイト・オブ・ザ・ナイト： ジョン・ジョーンズ vs. クイントン・"ランペイジ"・ジャクソン
ノックアウト・オブ・ザ・ナイト： ジョシュ・コスチェック
サブミッション・オブ・ザ・ナイト： ネイト・ディアス
各選手にはボーナスとして75,000ドルが支給された。